# Lanthanopilio chickeringi
Genre
Espèce
Synonymes
- Opilio chickeringi Roewer, 1956

Lanthanopilio chickeringi, unique représentant du genre Lanthanopilio, est une espèce d'opilions eupnois de la famille des Globipedidae.

## Distribution
Cette espèce est endémique du Costa Rica.

## Description
Le mâle décrit par Cokendolpher et Cokendolpher en 1984 mesure 6,09 mm et la femelle 7,12 mm

## Systématique et taxinomie
Cette espèce a été décrite sous le protonyme Opilio chickeringi par Roewer en 1956. Elle est placée dans le genre Lanthanopilio par Cokendolpher et Cokendolpher en 1984.

## Publications originales
- Roewer, 1956 : « Über Phalangiinae (Phalangiidae, Opiliones Palpatores). (Weitere Weberknechte XIX). » Senckenbergiana biologica, vol. 37, p. 247–318.
- Cokendolpher & Cokendolpher, 1984 : « A new genus of harvestmen from Costa Rica with comments on the status of the Neotropical Phalangiinae (Opiliones, Phalangiidae). » Bulletin of the British Arachnological Society, vol. 6, no 4, p. 167–172 (texte intégral).